# Протир
Про́тир, или про́тирум (др.-греч. πρόϑυρον, итал. protiro) — в средневековой архитектуре и архитектуре Раннего Возрождения — небольшой портик, примыкающий к фасаду или притвору церкви и состоящий из свода и двух поддерживающих его колонн. Изначально предназначался для укрытия нищих от непогоды. Часто нижняя часть колонн протиров декорирована стилофорами. В римском доме протиром назывался проход или короткий коридор, соединяющий дверь, выходящую на улицу, с дверью, ведущей в атриум.

## История
Самые древние сохранившиеся примеры протирума находятся в Армении. В церкви Первопрестольный Святой Эчмиадзин есть протирум, который можно отнести к V веку, несмотря на то что центральное здание, к которому он пристроен, было восстановлено в VII веке и сильно изменено впоследствии. Подобный протирум, над которым возвышается многоугольный арочный табернакль, находится также в церкви Святой Рипсимэ в Вагаршапате. В церкви Святой Гаянэ в том же районе, построенной около 630 года, но существенно отреставрированной в XVII веке, есть протир с балдахином. Тип протира с видом башенки позади здания, с двумя или тремя ярусами также развился позже в армянской архитектуре: он присутствует, например, в церкви Святого Креста на острове Ахтамар (915—921 гг.) на озере Ван.

## Определение и функции
В узком смысле протирум — это неглубокий, часто крытый архитектурный элемент, отмечающий и защищающий главный вход. Протиром может быть:
- портик с одной или двумя колоннами, вынесенный перед фасадом;
- небольшая закрытая прихожая, служащая посредником между внешним и внутренним пространством[4].
- в римской домашней архитектуре авторы различают вестибюль, выходящий на улицу, и протирум, который мог определять зону непосредственного порога перед атриумом.

В позднеантичной и византийской религиозной архитектуре слово иногда используется для обозначения крыльца или притвора, предшествующего собственно церкви, или для крытого пространства перед церемониальными воротами дворца или монастыря.

## Галерея

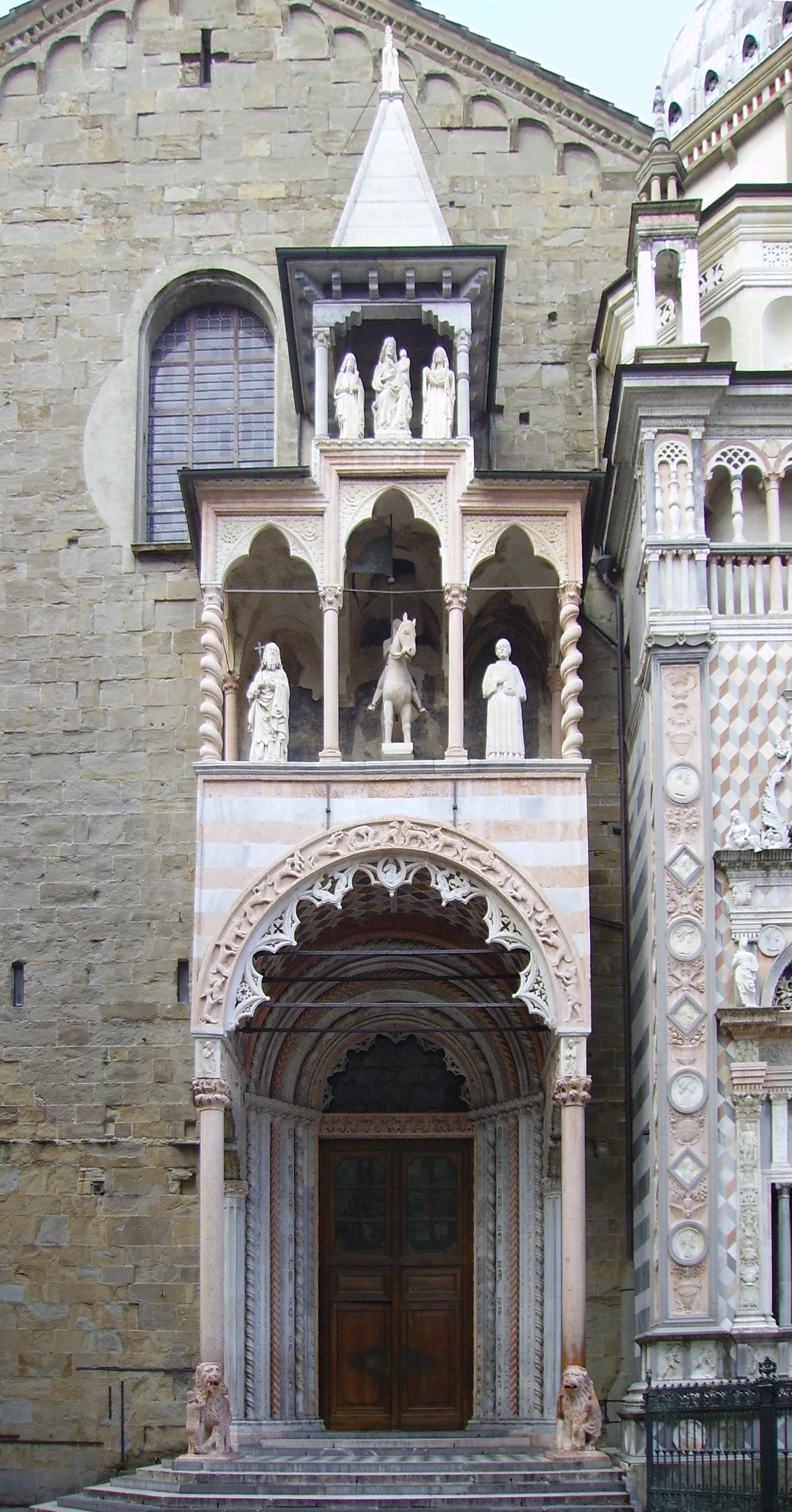
Протир к трансепту в Санта-Мария-Маджоре в Бергамо
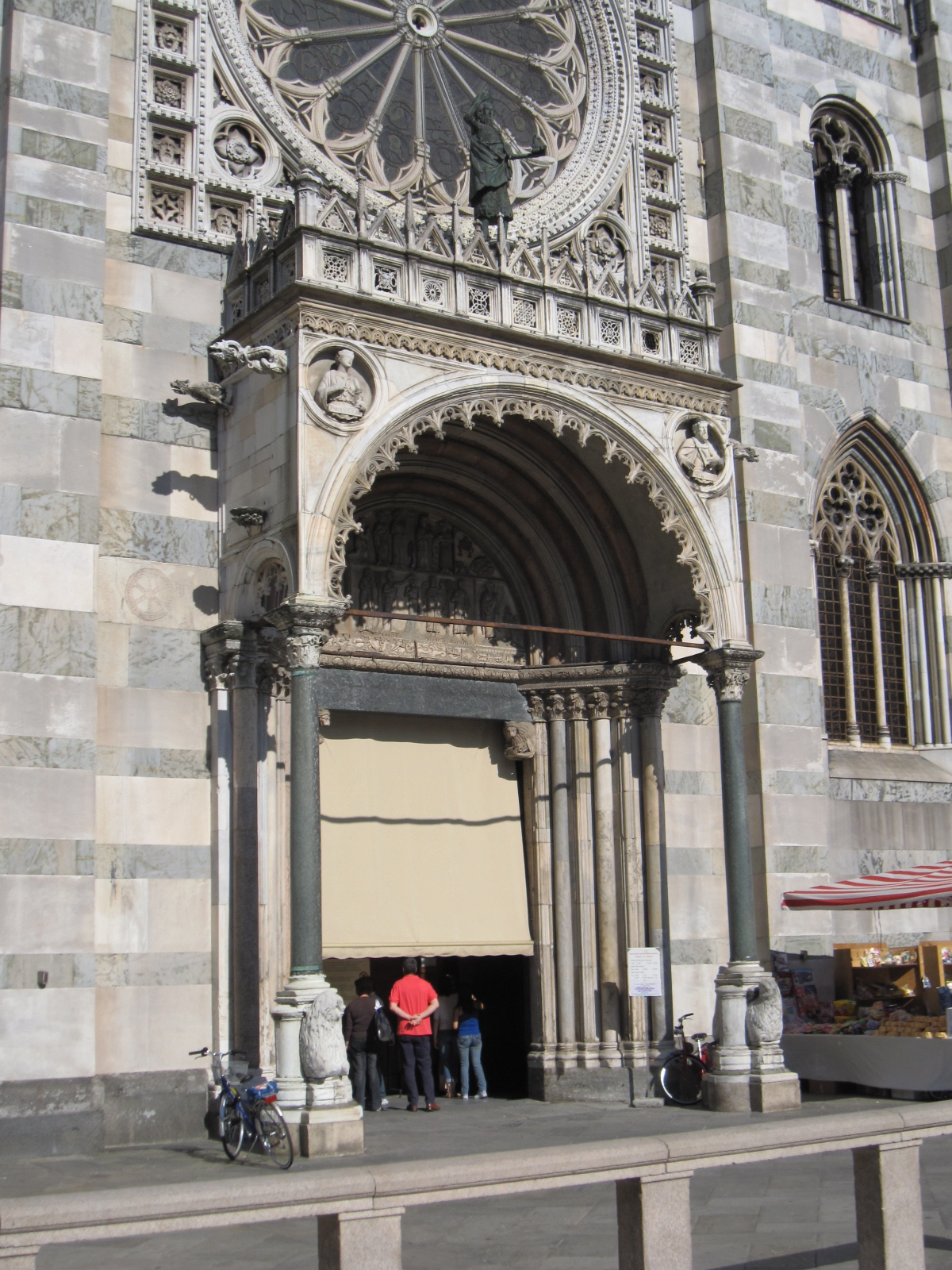
Протир Собора Святого Иоанна Крестителя в Монце
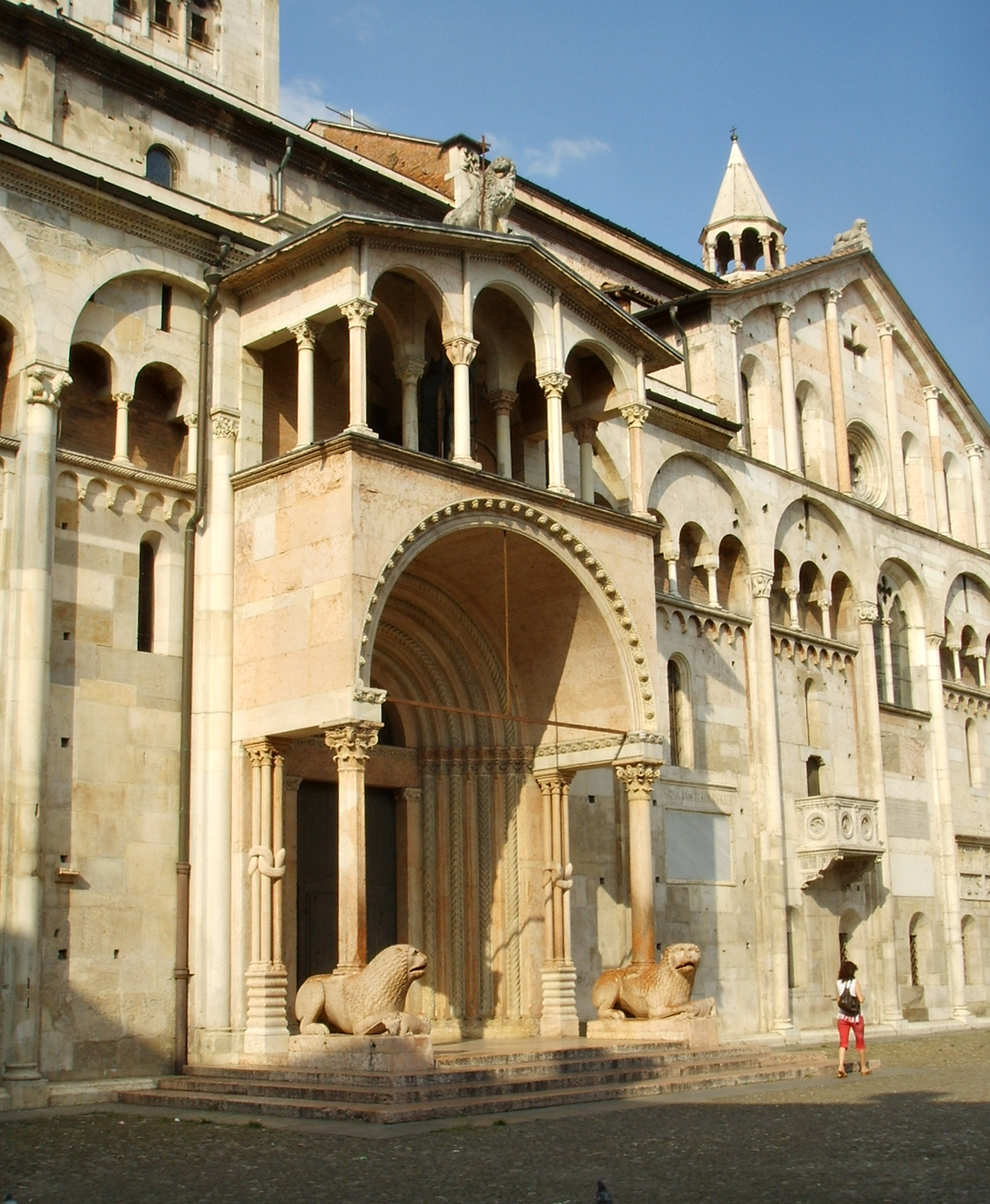
Протир собора Модены
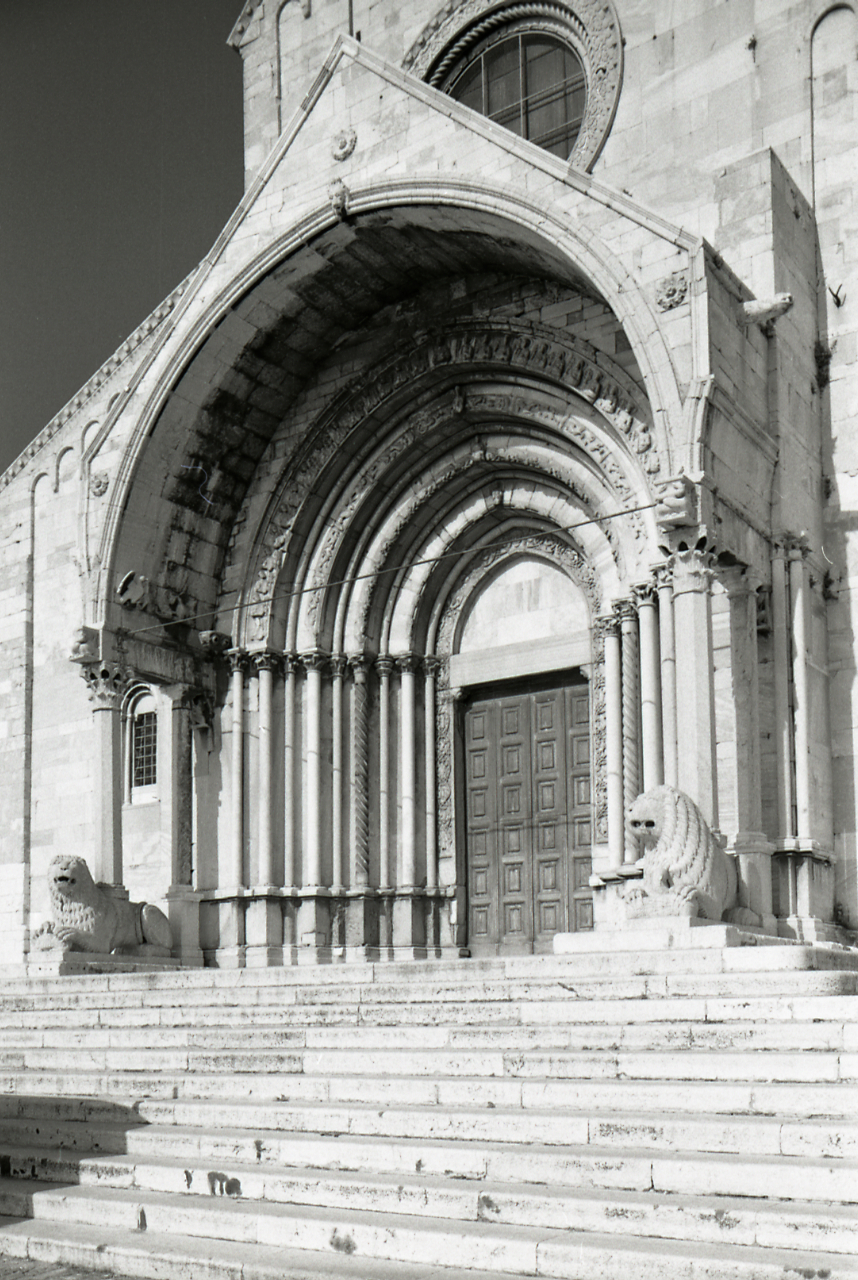
Протир собора Анконы